# إنريكو غينتايل
إنريكو غينتايل (بالإيطالية: Enrico Gentile)‏ هو عازف جاز ومغني إيطالي، ولد في 20 يناير 1921 في باليرمو في إيطاليا.